# Herschweiler-Pettersheim
Herschweiler-Pettersheim település Németországban, Rajna-vidék-Pfalz tartományban. Lakosainak száma 1294 fő (2023. december 31.).

## Népesség
A település népességének változása:
| Lakosok száma | 1329 | 1302 | 1297 | 1265 | 1296 | 1294 |
|               | 1975 | 2017 | 2019 | 2021 | 2022 | 2023 |